# Malzy
Malzy är en kommun i departementet Aisne i regionen Hauts-de-France i norra Frankrike. Kommunen ligger  i kantonen Guise som ligger i arrondissementet Vervins. År 2022 hade Malzy 181 invånare.

## Befolkningsutveckling
Antalet invånare i kommunen Malzy
Referens: INSEE